# Viktor Dyk

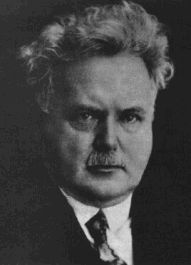
Viktor Dyk

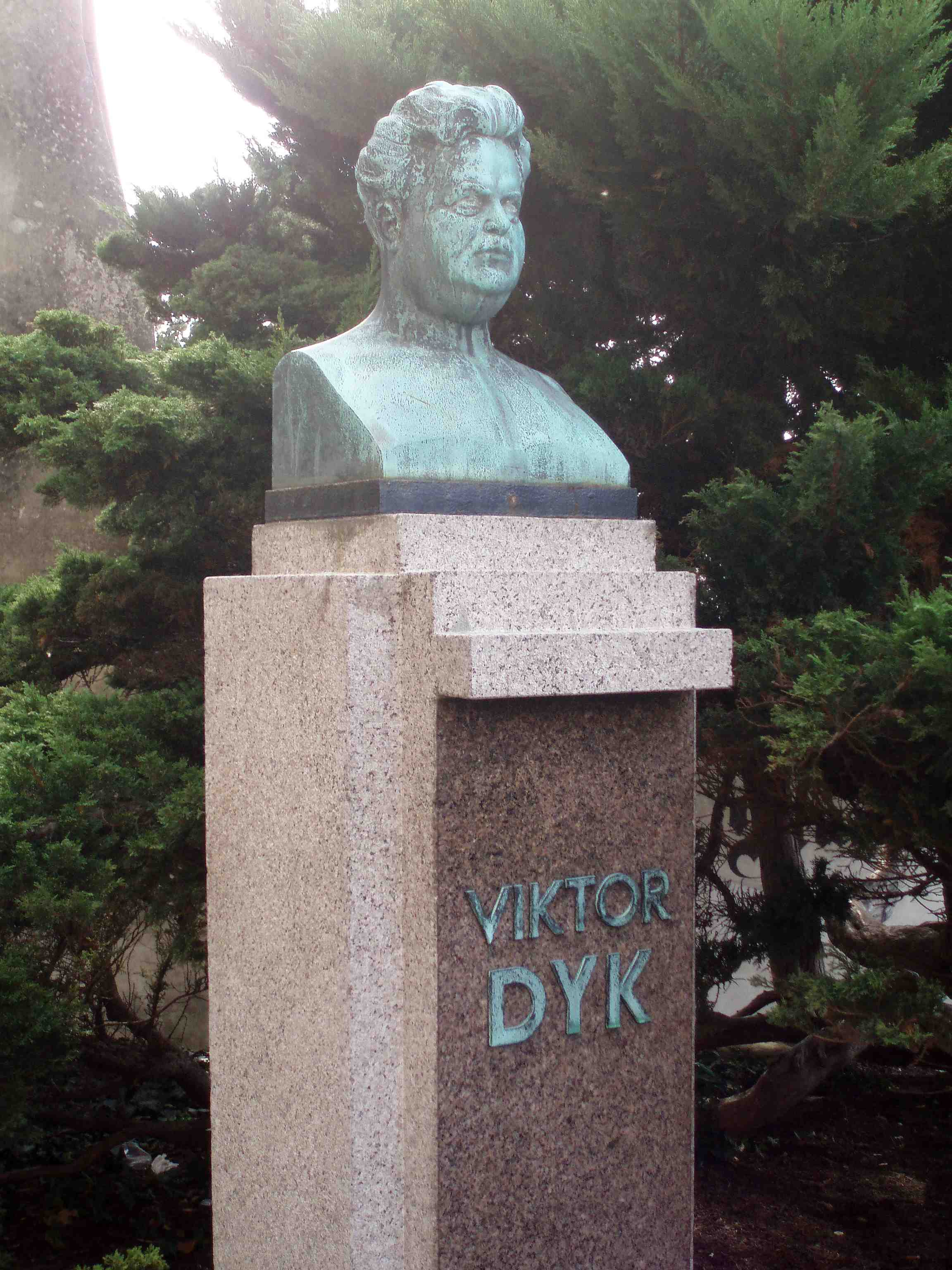
Monument to Viktor Dyk in Mělník

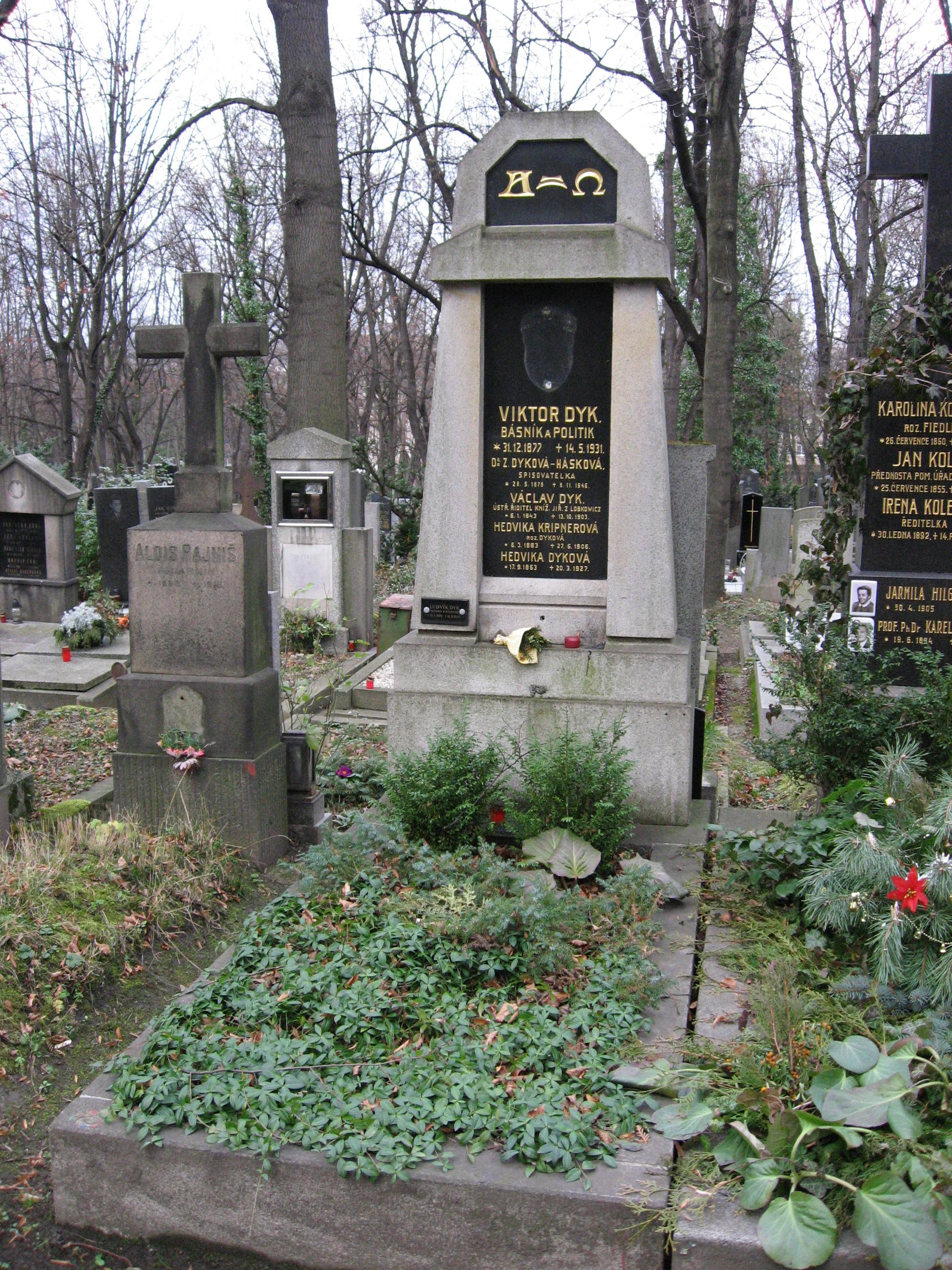
Graf van Viktor Dyk, Olšanské hřbitovy

Viktor Dyk (Pšovka u Mělníka (Mělník), 10 december 1877 – Lopud, 10 mei 1931) was een Tsjechisch dichter, (toneel)schrijver, publicist en nationalistisch politicus.
In 1918 was hij medeoprichter van de Národní demokratická strana (Nationale Democratische Partij) en werd hij namens deze in het Tsjecho-Slowaakse parlement afgevaardigd. Vervolgens werd hij in 1925 senator.
In 1931 overleed Viktor Dyk op 53-jarige leeftijd ten gevolge van een hartfalen bij het zwemmen in de Adriatische Zee. Hij ligt begraven op de Olšany-begraafplaats in Praag.

## Werken

### Poëzie
- A porta inferi, 1897
- Síla života, 1898
- Marnosti, 1900
- Satiry a sarkasmy, 1905
- Milá sedmi loupežníků, 1906
- Pohádky z naší vesnice, 1910
- Giuseppe Moro, 1911
- Zápas Jiřího Macků, 1916
- Noci chiméry, 1917
- Devátá vlna 1930
- Lehké a těžké kroky 1915
- Anebo 1917
- Okno 1921
- Poslední rok 1922

### Proza
- Stud, 1900
- Hučí jez a jiné prózy, 1903
- Konec Hackenschmidův, 1904
- Prosinec, 1906
- Prsty Habakukovy, 1906
- Píseň o vrbě, 1908
- Příhody, 1911
- Krysař, 1915
- Tajemná dobrodružství Alexeje Iványče Kozulinova, 1923
- Tichý dům, 1921
- Zlý vítr, 1922
- Prsty Habakukovy, 1925
- Můj přítel Čehona, 1925
- Dědivadelní hra, 1927
- Holoubek Kuzma, 1928
- Soykovy děti, 1929

### Politieke literatuur
- Ad usum pana presidenta republiky (1929 – criticism of Edvard Beneš and Tomáš Garrigue Masaryk
- O národní stát (posthumously 1932–1938, 7 books of Dyk's political writing from 1917–1931)

### Drama
- Epizoda, 1906
- Posel, 1907
- Zmoudření Dona Quijota, 1913
- Veliký mág, 1914
- Zvěrstva, 1919
- Ondřej a drak, 1919
- Revoluční trilogie, 1921
- Napravený plukovník Švec, 1929

### Autobiografie
- Vzpomínky a komentáře, 1927

- Bibsys: 1051023
- Bibliothèque nationale de France: cb12363466z (data)
- CiNii: DA08600475
- Gemeinsame Normdatei: 11888896X
- International Standard Name Identifier: 0000 0001 1051 4417
- Library of Congress Control Number: n80139644
- Nationale Bibliotheek van Letland: 000027589
- MusicBrainz: 16820e25-88e6-4d26-a5a0-a121f9fdd67d
- Nationale Bibliotheek van Tsjechië: jk01030247
- Nationale Bibliotheek van Israël: 987007260756205171
- Nationale Bibliotheek van Polen: a0000001244355
- Nationale en Universitaire bibliotheek Zagreb: 000082323
- Nederlandse Thesaurus van Auteursnamen: 073837601
- Réseau des bibliothèques de Suisse occidentale: 02-A027491449
- Système universitaire de documentation: 03264373X
- Virtual International Authority File: 32074913
- WorldCat: E39PBJt3YR8M76m8WXmMmPFkDq